# Кирилкина
Кирилкина (Каимса) — река в России, протекает в Тюменской области. Устье реки находится в 689 км по левому берегу реки Демьянка. Длина реки составляет 61 км, площадь водосборного бассейна — 442 км².

## Данные водного реестра
По данным государственного водного реестра России относится к Иртышскому бассейновому округу, водохозяйственный участок реки — Иртыш от впадения реки Тобол до города Ханты-Мансийск (выше), без реки Конда, речной подбассейн реки — бассейны притоков Иртыша от Тобола до Оби. Речной бассейн реки — Иртыш.